# Rybniční potok (přítok Kouby)
Rybniční potok (německy Hopfenbach) je 9 km dlouhý vodní tok v okrese Domažlice v Plzeňském kraji. Plocha jeho povodí činí 7,603 km².

## Průběh toku
Pramení jižně od osady Filipova Hora v Přírodním parku Český les. Odtud teče východním směrem k vesnici Mlýneček, kde napájí místní bezejmenný rybník. Pak pokračuje jižním až jihovýchodním směrem a zleva přijímá svůj jediný významnější přítok, Bělohradský potok.
Západně od městysu Všeruby protéká Myslivským rybníkem, největším na své trase. Bezprostředně za ním opouští české území a vstupuje do Německa, kde je nazýván Hopfenbach. Zde po 1 km ústí zprava do řeky Chamb (česky Kouba).